# Запорожець Андрій Олександрович
Андрій Миколайович Запорожець (Sun) (5 вересня 1979, Харків, Українська РСР) — співак з України, виконавець музики в стилях ф'южн, фанк і регі. Лідер рок-гурту «SunSay». Учасник гурту «5'Nizza» (2000—2007); (2015 - донині), також був запрошеним учасником гурту «Lюк» (2003—2004).

## Життєпис
Андрій Запорожець народився у 1979 році в Харкові. З дитинства займався співом, грав у різних шкільних театральних постановках, а також займався спортом — тхеквондо. Коли спорт почав заважати вокальній кар'єрі, Запорожець покинув заняття тхеквондо. Андрій обрав спів і вступив до Харківського ліцею мистецтв, де в 1994 році знайомиться із Сергієм Бабкіним. Знайомство відбулося у п'ятницю. Після ліцею Андрій Запорожець навчався в Харківському медичному інституті, закінчивши який отримав спеціальність лікар-педіатр.

### 5'Nizza
У середині 90-х Андрій Запорожець і Сергій Бабкін створили музичний дует, який в 2000 році став гуртом із назвою «Пятница». У 2002 році виходить перший альбом гурту «Анплаггед», через рік альбом «Пятница» (офіційна студійна версія «Анплаггеда»).
У 2004 виходить альбом «05». У результаті конфлікту між Запорожцем і Бабкіним у 2007 році гурт розпався. Андрій створює новий проект — «SunSay», а Бабкін починає сольну кар'єру.
З 2015 Андрій Запорожець і Сергій Бабкін року відновлюють діяльність гурту.

### SunSay
Після розпаду гурту 5'Nizza Запорожець створює гурт «SunSay».

## Погляди
2014 року, незважаючи на окупацію Криму, Запорожець разом із Сергієм Бабкіним проводили концерти у Криму та Росії.
2017 року Запорожець знявся в кліпі російського репера Басти разом із російськими музикантами, які виступали на підтримку терористичного угруповання ДНР та анексії Криму, зокрема їздили туди з концертами.

## Цікаві факти
- Андрій Запорожець не любить давати інтерв'ю. Його мати вважає, що ця нелюбов у нього розвинулася ще з дитинства, коли йому задавали багато питань, особливо про батька
- Ще в школі відмовився від вживання м'яса
- Любить езотерику, захоплюється дзен-буддизмом.
- Має татуювання у вигляді сонця (на плечі)
- Один із найбільших музичних кумирів для Запорожця — Боб Марлі

### Нагороди
- 2003 — Премія «Поборол» в номінації «Прорыв года» — «5'nizza»
- 2004 — Премія журналу Fuzz в номінації «Лучшая новая группа года» — «5'nizza»
- 2008 — Премія RAMP в номінації «Прорыв года» — SunSay ft. Noize MC
- 2010 — Номінація на премію RAMP в номінації «Клип года» — SunSay, «Будь слабее меня»

## Дискографія

### Студийні альбоми

#### 5'Nizza
- 2003 — Анплаггед
- 2004 — Пятница
- 2005 — О5
- 2017 – КУ

#### Lюк
- 2004 — Lemon

#### ОдноНо
- 2010 — Свободный или мертвый

#### SunSay
- 2007 — SunSay
- 2010 — Дайвер
- 2011 — ЛЕГКО
- 2013 — Благодари
- 2014 — V